# The Power of No
"The Power of No" es el segundo episodio de la segunda temporada de la serie de televisión de drama criminal y comedia negra estadounidense Barry. Es el décimo episodio general de la serie y fue escrito por Taofik Kolade y dirigido por Hiro Murai. Se transmitió por primera vez en HBO en los Estados Unidos el 7 de abril de 2019.
La serie sigue a Barry Berkman, un sicario de Cleveland que viaja a Los Ángeles para matar a alguien, pero se une a una clase de actuación impartida por Gene Cousineau, donde conoce a la aspirante a actriz Sally Reed y comienza a cuestionar su camino en la vida mientras trata con sus asociados criminales como Monroe Fuches y NoHo Hank. En este episodio, Barry se ve obligado a participar en un asesinato para NoHo Hank y Gene también lo presiona para usar su discurso de guerra para una actuación. Mientras tanto, Loach decide visitar a Fuches para obtener una posible confesión de él y ayudarlo a atrapar a Barry.
Según Nielsen Media Research, el episodio fue visto por un estimado de 0,424 millones de espectadores en hogares y obtuvo una participación de audiencia del 0,2% entre los adultos de entre 18 y 49 años. El episodio recibió críticas positivas, y los críticos elogiaron las actuaciones, el desarrollo de los personajes y la dirección de Murai.

## Trama
Barry (Bill Hader) y Hank (Anthony Carrigan) se encuentran en un automóvil. Hank le ordena a Barry que mate a Esther (Patricia Fa'asua) y le revela sus conexiones con Cristóbal (Michael Irby). Barry duda en realizar el trabajo, ya que quiere dejar atrás su vida criminal, pero la amenaza de Hank no le deja otra opción.
Barry llega a clase y ve que los estudiantes ahora están tratando de aumentar las apuestas en su desempeño y representar sus mayores tragedias personales. Gene (Henry Winkler) anuncia sus intenciones de realizar una actuación en la que los estudiantes interpretarán una pieza corta que encapsule perfectamente su propia verdad personal. Barry visita a Gene y le pide usar una historia diferente ya que no quiere que su verdad represente la muerte. Gene sólo acepta cuando Barry quiere usar el día en que se conocieron. Mientras tanto, Sally (Sarah Goldberg) ahora trabaja con nuevos agentes, lo que le ha dado más éxito. Sin embargo, sus papeles son en su mayoría pequeños o insignificantes, lo que la molesta. Su única agente femenina, Lindsay (Jessy Hodges), simpatiza con él y la insta a esperar hasta que aparezca el papel perfecto.
Loach (John Pirruccello) va a Cleveland y visita a Fuches (Stephen Root), revelándole que sabe sobre su diente y le pregunta sobre Barry. Fuches niega conocerlo, pero Loach, todavía desconsolado por Moss, amenaza con enviarlo a prisión por cooperar con Barry. Mientras tanto, Gene decide hablar con su hijo distanciado, un agricultor orgánico llamado Leo. Leo no está interesado en reconectarse con su padre, ya que Gene está más interesado en hablar de sí mismo y culpar a cualquiera que no sea él mismo. La reunión impulsa a Gene a decirle a Barry que tendrá que hacer la historia de Afganistán, ya que siente que tener a Barry recreando la escena sería demasiado egocéntrico para Gene. Mientras ensaya, Sally usa una historia para detallar sus intentos de superar a su exmarido abusivo.
Esa noche, Barry se cuela en el monasterio de Esther para matarla. Sin embargo, está atormentado por sus acciones en la guerra de Afganistán y no puede matarla. Decide irse y entra accidentalmente en una habitación con miembros de la mafia birmana. Barry estrella su coche después de que la turba birmana le disparara. Barry, herido, escapa a su apartamento. Fuches lo espera y dice que quiere reconciliarse, pero Barry lo rechaza. Luego Fuches se comunica con Loach, que lo está vigilando desde una camioneta, y le dice que eventualmente logrará que confiese.

## Producción

### Desarrollo
En marzo de 2019, se reveló el título del episodio como "The Power of No" y se anunció que Taofik Kolade había escrito el episodio mientras que Hiro Murai lo había dirigido. Este fue el primer crédito como guionista de Kolade y el cuarto crédito como director de Murai. 

### Escritura
Como los escritores ya tenían elementos en marcha para el estreno de la temporada, Bill Hader quería ampliar la idea de que Fuches trabajara con Loach. Los escritores tuvieron la revelación como el final del episodio y escribieron al revés desde ese punto. La escena fue reescrita después de un ensayo cuando los escritores consideraron que la escena "no estaba funcionando".
Originalmente, Gene Cousineau tendría una exesposa, pero los escritores lo descartaron cuando sintieron que la historia no funcionaba. Hader luego ideó el concepto del hijo de Gene, diciendo: "Se trata de Barry atrapado entre estos dos padres. ¿Y si la idea de Gene fuera que fuera un hijo?". 

### Rodaje
Hader quería que la escena se desarrollara en el monasterio, pues quería un lugar muy tranquilo, inquietante y sagrado. Inicialmente, la escena incluiría música. Durante la postproducción, el equipo decidió ver la escena sin música y decidió que la nueva versión era superior al plan original. 

## Recepción

### Audiencia
El episodio fue visto por 0,424 millones de espectadores, obteniendo un 0,2 en la demografía de calificación de 18 a 49 años en la escala de calificación de Nielson. Esto significa que el 0,2 por ciento de todos los hogares con televisor vieron el episodio.  Esto representó una disminución del 21% con respecto al episodio anterior, que fue visto por 0,532 millones de espectadores, con un 0,2% en el grupo demográfico de 18 a 49 años. 

### Reseñas críticas
"The Power of No" recibió críticas positivas. Vikram Murthi, de The AV Club, le dio al episodio una "B" y escribió: "¿Pero es Barry malvado? Es una pregunta razonable, aunque la serie tiene poco interés en responder definitivamente. Bill Hader y Alec Berg son comprensiblemente cautelosos sobre si el "mal" es un concepto estático o fluido en el mundo de Barry. ¿Puede Barry cambiar o estaba condenado desde el primer momento en que aceptó dinero a cambio de una vida? ¿Y si fue antes, cuando mató a tres "follaovejas" en Afganistán y lo celebró con sus compañeros? Será interesante ver cómo se desenvuelve la serie en esta cuestión o si aborda si Barry es producto de la manipulación externa o un individuo completamente autónomo".
Nick Harley, de Den of Geek, le dio al episodio una calificación de 4 estrellas sobre 5 y escribió: «Para muchos, lo mejor de actuar es la oportunidad de habitar la vida de otra persona y escapar de la propia por un breve periodo, pero para los actores de Barry, su constante autoexamen los frena. En el caso de Barry, probablemente sea bueno que explore quién es, porque ha mostrado una sorprendente falta de remordimiento por los actos horribles que ha cometido. Sin embargo, siempre existe la posibilidad de que Barry descubra que en realidad es una especie de monstruo y, en lugar de sentir repulsión e intentar arreglarlo, lo acepte. Dicho esto, siempre existe la posibilidad de que el peligro que se cierne sobre Barry, tanto por parte de los birmanos como de la policía, lo alcance primero».  Carissa Pavlica de TV Fanatic le dio al episodio una calificación de 4.25 estrellas sobre 5 y escribió: "Barry solo se volverá comedia pura cuando el programa se rinda ante los deseos de Barry de liberarse de su lado más oscuro. Eso no va a suceder porque sería un programa peor como resultado". 